# Yoshiko Yonekura
Yoshiko Yonekura, jap. 米倉 よし子, Yonekura Yoshiko, verheiratete Yoshiko Tago (田児 よし子, Tago Yoshiko); (* 7. Februar 1958) ist eine ehemalige Badmintonspielerin aus Japan. Ihr Sohn Ken’ichi Tago ist ebenfalls Badmintonspieler.

## Karriere
Yoshiko Yonekura gewann ihren ersten japanischen Meistertitel 1979 im Dameneinzel und im Damendoppel mit Atsuko Tokuda. Mit Tokuda gewann sie bis 1987 insgesamt acht Titel.
Bei der Weltmeisterschaft 1980 feierte sie mit Bronze im Damendoppel, einmal mehr mit Atsuko Tokuda, ihren größten Erfolg in den Einzeldisziplinen. Bei den All England stand die Paarung zweimal im Finale, unterlag aber in beiden Endspielen. Mit dem japanischen Uber-Cup-Team gewann sie die Weltmeisterschaft für Damenmannschaften 1978 und 1981.

## Erfolge
| Saison    | Veranstaltung                            | Disziplin   | Platz | Name                             |
| --------- | ---------------------------------------- | ----------- | ----- | -------------------------------- |
| 1978      | Uber Cup                                 | Team        | 1     | Japan                            |
| 1978      | All England                              | Damendoppel | 2     | Emiko Ueno / Yoshiko Yonekura    |
| 1979      | Japanische Meisterschaft                 | Dameneinzel | 1     | Yoshiko Yonekura                 |
| 1979      | Japanische Meisterschaft                 | Damendoppel | 1     | Atsuko Tokuda / Yoshiko Yonekura |
| 1979/1980 | Denmark Open                             | Dameneinzel | 1     | Yoshiko Yonekura                 |
| 1980      | Japan: Einzelmeisterschaften             | Damendoppel | 1     | Atsuko Tokuda / Yoshiko Yonekura |
| 1980      | Schweden: Internationale Meisterschaften | Damendoppel | 1     | Atsuko Tokuda / Yoshiko Yonekura |
| 1980      | All England                              | Damendoppel | 2     | Atsuko Tokuda / Yoshiko Yonekura |
| 1980      | Schweden: Internationale Meisterschaften | Dameneinzel | 1     | Yoshiko Yonekura                 |
| 1980      | Weltmeisterschaft                        | Damendoppel | 3     | Atsuko Tokuda / Yoshiko Yonekura |
| 1981      | Uber Cup                                 | Team        | 1     | Japan                            |
| 1981      | All England                              | Damendoppel | 3     | Atsuko Tokuda / Yoshiko Yonekura |
| 1981      | Japan: Einzelmeisterschaften             | Damendoppel | 1     | Atsuko Tokuda / Yoshiko Yonekura |
| 1982      | Asienspiele                              | Damendoppel | 3     | Atsuka Tokuda / Yoshiko Yonekura |
| 1982      | Japan: Einzelmeisterschaften             | Damendoppel | 1     | Atsuko Tokuda / Yoshiko Yonekura |
| 1983      | Japan: Einzelmeisterschaften             | Damendoppel | 1     | Atsuko Tokuda / Yoshiko Yonekura |
| 1984      | Japanische Meisterschaft                 | Damendoppel | 1     | Atsuko Tokuda / Yoshiko Yonekura |
| 1986      | Japan: Einzelmeisterschaften             | Damendoppel | 1     | Atsuko Tokuda / Yoshiko Yonekura |
| 1987      | Japan: Einzelmeisterschaften             | Damendoppel | 1     | Atsuko Tokuda / Yoshiko Yonekura |
| 1987      | Denmark Open                             | Damendoppel | 1     | Atsuko Tokuda / Yoshiko Tago     |
| 1997      | Japanische Meisterschaft                 | Mixed       | 1     | Kōji Miya / Yoshiko Yonekura     |